# Banca Commerciale Sammarinese
La Banca Commerciale Sammarinese è stata una banca della Repubblica di San Marino nata a Domagnano il 27 marzo 2000. In amministrazione straordinaria dal 28 ottobre 2011 con disposizione dell'Autorità di Vigilanza della Banca Centrale della Repubblica di San Marino, il 24 febbraio 2012 ha ceduto tutti i rapporti ad Asset Banca S.p.A. a sua volta posta nel 2017 in liquidazione coatta amministrativa.

## Storia
Nell'ambito di un'indagine complessa avviata dalla magistratura nel 2014 sul "conto Mazzini" aperto da tempo nella banca, emergono profondi legami tra il mondo affaristico, gli ambienti bancari e il governo di San Marino. Una Tangentopoli sammarinese in cui finiranno coinvolti 8 ex segretari di Stato e 5 ex Capitani reggenti. Nel giugno 2017 le condanne in primo grado.
La revoca alle autorizzazioni all'esercizio bancario erano state revocate dalla Banca centrale sammarinese nell'aprile 2015.

## Filiale
Via III Settembre, 99  -
RSM 47891 Dogana (Serravalle)
Repubblica di San Marino